# Buổi đầu lịch sử Campuchia
Người Khmer, một trong những dân cư đầu tiên và cũng là một trong những dân tộc đầu tiên ở Đông Nam Á, chấp nhận những tư tưởng tôn giáo và các thể chế chính trị từ Ấn Độ và lập lên những vương quốc tập trung bao gồm những vùng lãnh thổ lớn.

## Các vương quốc đầu tiên
Phù Nam - Vương quốc sớm nhất ở thời kỳ này được biết đến hiện nay là Phù Nam (Funan), tồn tại từ đầu CN đến năm 630 tại khu vực ngày nay là Đồng bằng sông Cửu Long của Việt Nam và miền nam Campuchia hiện nay, các di chỉ khảo cổ (văn hóa Óc Eo) đã được phát hiện tại khu vực ngày nay là thị trấn Núi Sập, huyện Thoại Sơn, tỉnh An Giang.
Chân Lạp - Vào đầu thế kỷ 5, ở khu vực miền trung, nam Lào và đông bắc Thái Lan ngày nay, hình thành một vương quốc mới có tên là Chân Lạp (Chenla) của tộc người Môn-Khmer, vương quốc này dần lớn mạnh và cuối cùng họ sáp nhập Phù Nam vào lãnh thổ của mình vào đầu thế kỷ 8
Đế quốc Khmer - thời đại hoàng kim của nền văn minh Khmer, là giai đoạn từ thế kỷ thứ 9 đến thế kỷ 13, khi vương quốc Kambuja, khởi nguồn cho cái tên Kampuchea, hay Campuchia hiện nay, cai quản những vùng đất đai rộng lớn mà ngày nay bao gồm Campuchia, Lào, Thái Lan, nam Việt Nam từ thủ đô của nó tại vùng Angkor ở phía tây Campuchia ngày nay.
Ở thời Jayavarman VII (1181 - khoảng 1218), Kambuja đạt đến tột đỉnh quyền lực chính trị và sáng tạo văn hoá. Jayavarman VII có được quyền lực và đất đai sau nhiều trận chiến thắng lợi trước đối thủ láng giềng Champa, họ đã sáp nhập khu vực phía tây Champa (ngày nay là Tây Nguyên của Việt Nam). Sau khi Jayavarman VII chết, Kambuja dần suy sụp. Các nhân tố quan trọng góp phần vào đó là sự trỗi dậy của các dân tộc Thái (Ayutthaya, Sukhothai) ở phía tây và sự trả đũa của người Champa ở phía đông, các xung đột thường xuyên trong triều, và sự hư hỏng của hệ thống tưới tiêu phức tạp đảm bảo mùa màng. Triều đình Angkor tồn tại tới năm 1431, khi người Thái chiếm Angkor Thom và nhà vua Khmer phải chạy trốn tới miền nam đất nước.